# Катценштайн (замок, Италия)
Катценштайн (нем. Burg Katzenstein, итал. Castel del Gatto) — средневековый замок недалеко от города Мерано в Южном Тироле (Больцано), в регионе Трентино-Альто-Адидже, Италия. По своему типу относится к замкам на вершине.

## Местоположение
Замок расположен в долине Адидже в горном массиве Чёггльберг на высоте 490 метров над уровнем моря. Катценштайн находится на скалистом возвышении. Неподалёку к северу сохранился ещё один старинный замок — [[Фрагсбург
(замок)|Фрагсбург]]

## История

### Ранний период

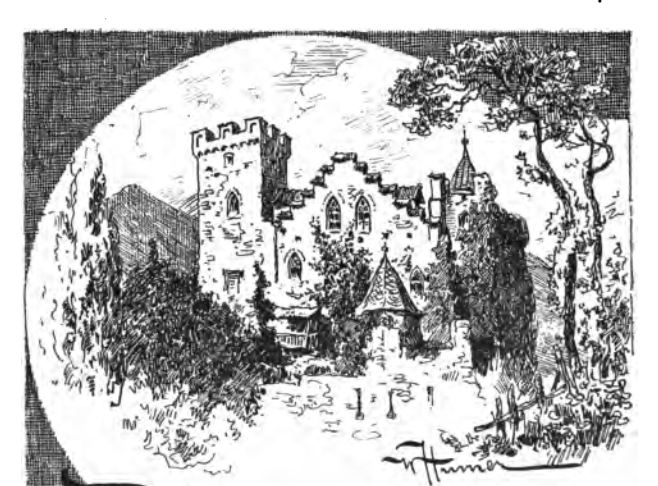
Замок рисунке 1897 года

Замковый комплекс упоминается впервые в документах ещё в 1258 году как вотчина Конрада фон Катценштайна, представителя знатного рода фон Катценштайн. В 1285 году Конрад упоминался как владелец обширных поместий в окрестных долинах.
С 1347 году замком совместно владели братья Дипольд и Рудольф фон Катценштайн. В 1355 году Дипольд был советником Бранденбургского маркграфа Людвига V, супруга Маргариты Маульташ, последней графини Тироля. Ещё через два года Дипольд фон Катценштайн упоминается как судья области Грис-Квирин. В 1361 году оба брата являлись важными фигурами на стороне графа Мейнгарда III во время борьбы за трон герцога Верхней Баварии. К середине XV века рода фон Катценштайн пресёкся по мужской линии. С 1450 замком владели представители других знатных семей. При этом комплекс неоднократно переходил их рук в руки, но название Катценштайн сохранилось.

### Эпоха Ренессанса
В последней четверти XVI века замок оказался в залоге у Михаэля Кацбёка. В итоге он стал новым собственником и приказал полностью перестроить крепость. В 1580 году начались масштабные работы, в ходе которых Катценштайн обрёл свой современный облик. Однако и представители семьи Кацбёк недолго владели замком, так как род угас по мужской линии. 
В XVII веке в результате брака Сюзанны Марии Кацбёк фон Каценштейн и Ганса Пёгеля фон Турнштайна (владельца замка Турнштайн) последний стал новым собственником комплекса.

### XVIII-XIX века
В 1774 году замок купил барон Иоганн Йозеф фон Приами. В 1811 году замок перешёл во владение местной крестьянской общины. Новые собственники планировали использовать комплекс в хозяйственных нуждах или как винокурню.
Примерно в 1860 году всю собственность, включавшую как сам замок, так и окружающие его виноградники, приобрёл старший лейтенант Франц Хубер. Он решил капитально отремонтировать и отреставрировать обветшавший комплекс.

### XX век
В 1938 году Катценштайн приобрёл богатый предприниматель Йозеф Менц. Его семья до сих пор владеет замком и использует его как свою жилую резиденцию. Комплекс закрыт для посещения.

## Описание
Основной замок имеет в основании квадратную форму и представляет из себя трёхэтажное здание, которое включает два крыла и примыкающую к ним более высокую квадратную четырёхэтажную башню. Вершины этих построек венчают зубцы. 
Кроме жилых и фортификационных построек комплекс имеет старинную капеллу в готическом стиле и бывшую псарню. На арочных воротах, построенных из крупных каменных блоков, можно увидеть дату их строительства — 1553. 

## Галерея

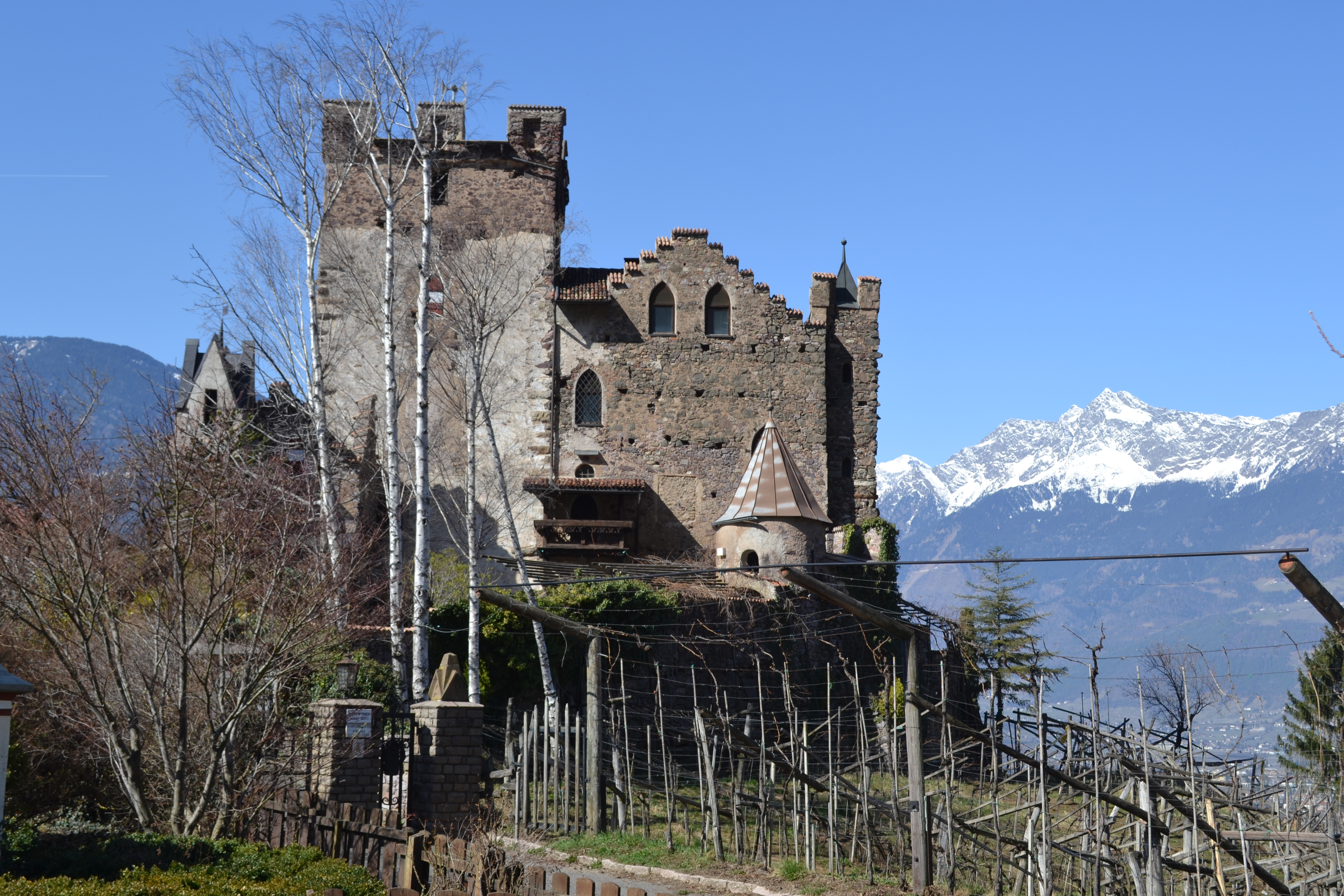
Вид замка с юго-восточной стороны
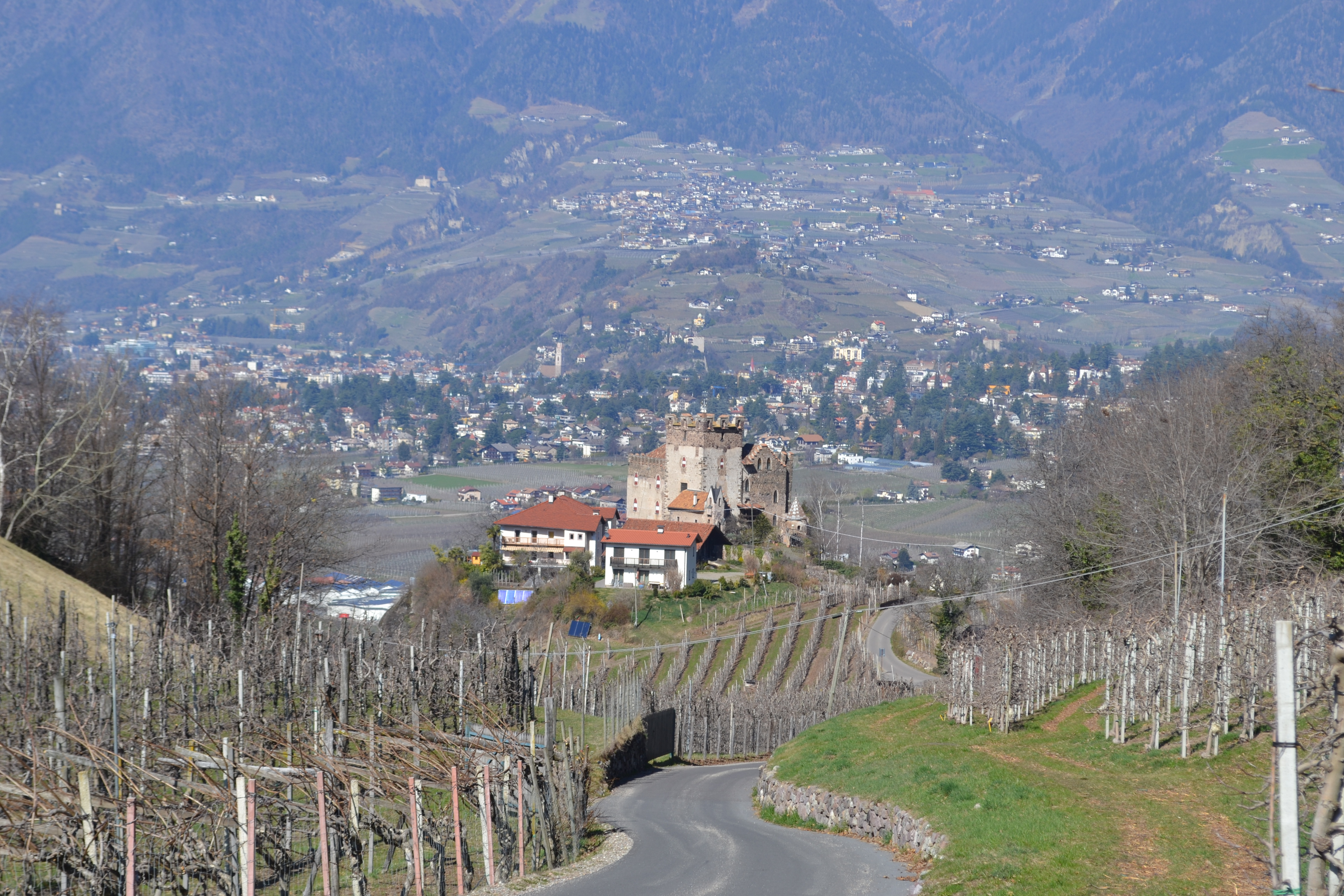
Вид замка на фоне долины